# S&M (àlbum)
S&M (abreviació de Symphony and Metallica, en català Simfonia i Metallica) és un àlbum en directe de la banda estatunidenca de heavy metal Metallica. La gravació es va realitzar conjuntament amb l'Orquesta Simfònica de San Francisco, dirigida per Michael Kamen, el 21 i 22 d'abril de 1999 al Berkeley Community Theatre de Berkeley (Estats Units).

## Contingut
La combinació de heavy metal i música clàssica no és cap novetat realitzar per Metallica, però James Hetfield havia declarat en diverses ocasions que tenia aquesta idea, i especialment el desaparegut Cliff Burton, que era un enamorat de la música clàssica i especialment de Johann Sebastian Bach.
L'àlbum presenta diverses cançons del repertori de Metallica amb acompanyament simfònic addicional. El director d'orquestra Michael Kamen es va encarregar de la direcció durant el concert on es va realitzar l'enregistrament de l'àlbum i també de realitzar els arranjaments per adaptar les cançons a aquest estil musical. Les cançons escollides per ser interpretades en aquesta compilació van des del Ride the Lightning (1984) fins al ReLoad (1997), i només s'hi van incloure dues cançons noves: «−Human» i «No Leaf Clover». La primera no ha estat mai interpretada per Metallica en directe, al contrari que «No Leaf Clover», que a més l'han utilitzada com a preludi orquestral.
Per a la selecció inicial es van considerar moltes altres cançons, algunes molt conegudes com altres molt menys interpretades en concerts, per exemple: «The Unforgiven», «Low Man's Lyric», «Fade to Black», «The Unforgiven II» o «Mama Said». Conjuntament amb Kamen van decidir descartar-les perquè amb l'acompanyament simfònic no eren prou atractives. En el documental inclòs en el DVD de S&M es poden veure als membres de Metallica discutint amb Kamen sobre l'orquestració de «So What?». Els canvis introduïts per a l'adaptació simfònica també van provocar diverses alteracions en les lletres d'algunes cançons.
En la portada de l'àlbum es pot veure el títol S&M estilitzat de manera que la "S" és una clau de sol invertida i la "M" és del logo de Metallica.
La banda va filmar i publicar un concert en formats DVD i VHS dirigits per Wayne Isham. L'edició en VHS només conté el vídeo del concert mentre que el DVD doble també conté la versió de so 5.1, un documental de 41 minuts sobre el concert i dos videoclips de la cançó «No Leaf Clover» (les versions titulades "Slice & Dice" i "Maestro Edit"). També conté quatre cançons en visió multiangle on es pot veure cada membre individualment: «Of Wolf and Man», «Fuel», «Sad But True» i «Enter Sandman».

## Recepció
L'àlbum va vendre ja més de 300.000 unitats en la primera setmana de llançament i va arribar a superar els vuit milions de còpies a tot el món. L'any 2003 fou certificat amb cinc discs de platí. Fou número 2 en la llista estatunidenca d'àlbums Billboard 200 i també fou número en altres països com Alemanya o Austràlia.
En la cerimònia dels Premis Grammy de 2001 fou guardonat en la categoria de millor interpretació de rock instrumental per la cançó «The Call Of Ktulu».

## Llista de cançons
| 1.            | «The Ecstasy of Gold»          | Ennio Morricone                    | 2:31  |
| 2.            | «The Call of Ktulu»            | Hetfield, Ulrich, Burton, Mustaine | 9:34  |
| 3.            | «Master of Puppets»            | Hetfield, Ulrich, Burton, Hammett  | 8:55  |
| 4.            | «Of Wolf and Man»              | Hetfield, Ulrich, Hammett          | 4:19  |
| 5.            | «The Thing That Should Not Be» | Hetfield, Ulrich, Hammett          | 7:27  |
| 6.            | «Fuel»                         | Hetfield, Ulrich, Hammett          | 4:36  |
| 7.            | «The Memory Remains»           | Hetfield, Ulrich                   | 4:42  |
| 8.            | «No Leaf Clover»               | Hetfield, Ulrich                   | 5:43  |
| 9.            | «Hero of the Day»              | Hetfield, Ulrich, Hammett          | 4:45  |
| 10.           | «Devil's Dance»                | Hetfield, Ulrich                   | 5:26  |
| 11.           | «Bleeding Me»                  | Hetfield, Ulrich, Hammett          | 9:02  |
| Durada total: | Durada total:                  | Durada total:                      | 67:00 |

| 1.            | «Nothing Else Matters»    | Hetfield, Ulrich          | 6:47  |
| 2.            | «Until It Sleeps»         | Hetfield, Ulrich          | 4:30  |
| 3.            | «For Whom the Bell Tolls» | Hetfield, Ulrich, Burton  | 4:52  |
| 4.            | «-Human»                  | Hetfield, Ulrich          | 4:20  |
| 5.            | «Wherever I May Roam»     | Hetfield, Ulrich          | 7:02  |
| 6.            | «The Outlaw Torn»         | Hetfield, Ulrich          | 9:59  |
| 7.            | «Sad but True»            | Hetfield, Ulrich          | 5:46  |
| 8.            | «One»                     | Hetfield, Ulrich          | 7:53  |
| 9.            | «Enter Sandman»           | Hetfield, Ulrich, Hammett | 7:39  |
| 10.           | «Battery»                 | Hetfield, Ulrich          | 7:25  |
| Durada total: | Durada total:             | Durada total:             | 67:38 |

## Posicions en llista
| Llista (1999/2000) | Posició | Certificacions àlbum | Certificacions vídeo |
| ------------------ | ------- | -------------------- | -------------------- |
| Alemanya           | 1       | 1x Platí             |                      |
| Austràlia          | 1       | 1x Platí             | 7x Platí             |
| Canadà             |         | 3x Platí             |                      |
| Estats Units       | 1       | 5x Platí             | 6x Platí             |
| Europa             |         | 2x Platí             |                      |
| França             | 7       | 1x Platí             |                      |
| Nova Zelanda       | 11      | 2x Platí             |                      |
| Regne Unit         | 33      | 1x Or                |                      |

## Crèdits
Metallica
- James Hetfield – cantant, guitarra rítmica, guitarra acústica ("Nothing Else Matters"), guitarra solista ("Master Of Puppets", "Nothing Else Matters", "The Outlaw Torn")
- Kirk Hammett – guitarra solista, veus addicionals
- Jason Newsted – baix, veus addicionals
- Lars Ulrich – bateria, percussió

Orquesta Simfònica de San Francisco
- Michael Kamen – director
- Eric Achen, Joshua Garrett, Douglas Hull, Jonathan Ring, Bruce Roberts, Robert Ward, James Smelser – trompes
- David Teie (principal), Richard Andaya, Barara Bogatin, Jill Rachuy Brindel, David Goldblatt – violoncels
- Jeremy Constant (concertino), Daniel Banner, Enrique Bocedi, Paul Brancato, Catherine Down, Bruce Freifeld, Connie Gantsweg, Michael Gerling, Frances Jeffrey, Judiyaba, Yukiko Kamei, Naomi Kazama, Kum Mo Kim, Yasuko Hattori, Melissa Kleinbart, Chumming Mo Kobialka, Daniel Kobialka, Rudolph Kremer, Kelly Leon-Pearce, Diane Nicholeris, Florin Parvulescu, Anne Pinsker, Victor Romasevich, Philip Santos, Peter Shelton – violins
- Chris Bogios, Glenn Fischthal, Andrew McCandless, Craig Morris – trompetes
- Steven Braunstein, Stephen Paulson, Rob Weir – fagots
- Charles Chandler, Laurence Epstein, Chris Gilbert, William Ritchen, Stephen Tramontozzi, S. Mark Wright – contrabaixos
- Anthony J. Cirone, Ray Froelich, Thomas Hemphill, Artie Storch – percussió
- Don Ehrlich, Gina Feinauer, David Gaudry, Christina King, Yun Jie Liu, Seth Mausner, Nanci Severance, Geraldine Walther – violes
- John Engelkes, Tom Hornig, Paul Welcomer, Jeff Budin – trombons
- Julie Ann Giacobassi, Eugene Izotov, Pamela Smith – oboes
- David Herbert – timbal
- Linda Lukas, Catherine Payne, Genevieve Fentress – flautes
- Jay Mason, Anthony Striplen, Luis Beez – clarinets
- Gayle Levant – arpa
- Marc Shapiro – piano, teclats
- Peter Wahrhaftig – tuba

Producció
- Bob Rock, James Hetfield, Lars Ulrich, Michael Kamen – productors
- Bob Rock, Randy Staub – enginyers
- Randy Staub, Ovidiu Nistor – mescles
- George Marino – masterització
- Billy Bowers, Paul DeCarli, Mike Gillies, Darren Grahn – edició digital
- Stephen McLaughlin – gravació
- John Vrtacic – assistència tècnica
- James Brett, Darren Grahn, Billy Konkel, Leff Lefferts, Kent Matcke, Stephen McLaughlin – ajudants
- Geoffrey Alexander, Ted Allen, Pete Anthony,Chris Wagner, Bruce Babcock, Chris Boardman, Bob Elhai, Michael Kamen, Blake Neely, Jonathan Sacks, Brad Warnaar – orquestració
- Michael Kamen – director musical
- James Brett, Blake Neely, Michael Price – preparació musical
- Vic Fraser, Blake Neely – copista musical
- Michael Kamen – arranjaments
- Andie Airfix – disseny
- Anton Corbijn – fotografia
- Michael Kamen – anotador

Producció del vídeo
- Wayne Isham – director
- Bart Lipton – productor
- Dana Marshall – productor